# کاج خاکستری
کاج خاکستری (نام علمی: Pinus banksiana) نام یک گونه از سرده درخت کاج است.